# Jean d'Aulon
Pour les articles homonymes, voir Aulon.
 (avril 2020).
Jean d’Aulon, né en 1390 et mort en 1458, fut capitaine (1416-1423) des écuyers (gardes royaux) de Charles VI, conseiller (1425-1426) du roi Charles VII, prévôt royal de Toulouse (1427), écuyer et maître d’hôtel (1429-1430) de Jeanne d'Arc avec laquelle il est pris dans le dernier carré à Compiègne (24 mai 1430), gouverneur de la forteresse de Peyrepertuse (1450), maître d’hôtel et chambellan (1450) de Charles VII, diplomate (1452-1454), gouverneur du château de Pierre Scize (1454), sénéchal de Beaucaire et de Nîmes (1455).
Le 20 mai 1456, il est l'auteur d’une déposition déterminante au procès de réhabilitation et en nullité de la condamnation de Jeanne d’Arc (7 novembre 1455 - 1456), la plus longue et la seule écrite en français, synthèse de l’épopée personnellement vécue par le témoin « intime » de la sainte. 
Seigneur d'Aulon (31420), de Peyrefitte, Balesta, Mézerville et de Caudeval, sa fidélité à Jeanne d’Arc et à Charles VII ne se démentira pas.

## Origine du patronyme
Dans les actes et les documents historiques (cartulaires des dons aux abbayes actes notariés), sont employés jusque vers 1500 : Dolon, d’Olon, d’Ollon, d’Aulon, Daulon, Doulon, puis Olonnes, Aulonne(s), Aulone (parfois par féminisation) ; à partir de l’an 900, Daulon ou d’Aulon est majoritaire.
Sans amoindrir l’usage en cours au Moyen Âge, la particule et l’apostrophe ne sont quasiment employés qu’à partir du XVIIe siècle. Ainsi Jean d’Aulon signait indifféremment Jehan Daulon ou Dolon ou Dollon, tout comme Jean d’Orléans, comte de Dunois, signait : Dorléans.

## Biographie

### Origines familiales
Les d’Aulon sont une famille de noblesse et chevalerie du Berri, très anciennement attestée. Une branche se fixe en Gascogne à partir de l’an 600. Une branche fit souche en Bretagne vraisemblablement à la suite de la participation en 1378 à la décolonisation contre les Anglais sous Bertrand du Guesclin.

### Époque mérovingienne (481-751)
Le duc Olon, ou Ollon, est héritier testamentaire en 526 de Thierry Ier (511-534), roi des Francs (et fils de Clovis), ce qui supposerait (titre et qualité d’héritier) des liens de parenté mérovingiens. Après le nouveau partage du royaume en 561 sous Gontran, Jean Olon, comte de Berri (titre réservé à une branche de la famille royale) est le gouverneur de Bourges.
Le duc Olon de l’armée de Saint Gontran Roi des Francs culbute le traître Gondebaud (fils naturel de Clotaire, qui voulait se faire proclamer roi contre Gontran fils légitime) lors de la délivrance de Lyon de Comminges (Saint Bertrand de Comminges) et aide à rétablir l’Évêque Rufinus[Qui ?] (585) et la population expulsée en chassant l’usurpateur. Saint-Gontran répartit le butin entre les pauvres et l’Église (Histoire des Francs, St-Grégoire de Tours).
Une branche des d’Aulon venus de Berri (Bourges) se fixe dans le sud-ouest à partir de cette période (fin du VIe siècle) probablement à la suite de la délivrance précitée, l’autre restant dans le Berry.

### Époque carolingienne (751-986)
Les comtes de Comminges, de Rouergues et d’Astarac dont sont issus les Dolon, et ces derniers ensuite, participent à la sécurité du sud-ouest de la France en maintenant la colonisation musulmane (622-732) en deçà des Pyrénées après le reflux initié par Charles Martel à Poitiers (732).

### Époque capétienne (987-1789)
Au Xe siècle, Get Martin d’Aulon est nommé chanoine du chapitre de Saint-Gaudens (Saint-Pe) fondé par Bernard de Comminges.
En l’an 1000, la famille compte des princeps potentes Amelius d’Aulon, issu des comtes de Rouergues, de Comminges (et d’Armagnac), reliés à Mitarra Sanche. Les familles nobles de Latoue (attesté en 1146) et de Benque, comtale (attesté en 1229), sont tantôt issues ou apparentées aux seigneurs d’Aulon. Par des alliances, une parenté existe avec les familles d’Espan (d’Espagne-Montespan) de Montpezat (et autres). La branche espagnole donna naissance à la famille des Marquis actuels de Suarez d’Aulan.
Parmi les seigneurs d’Aulon, des Templiers participent aux croisades, portant l’écusson écartelé d’azur (origine royale) orné des croix d’argent (et deux lions en signe de victoires sur l’ennemi).
La branche des Daulon de Gascogne participe à l’émergence et à la constitution politique, économique et sociale desdits comtés du Sud-Ouest notamment. Ils sont choisis comme arbitres de nombreux plaids de justice (contentieux), certains d’importance, comme en 1287, Bernard de Saint-Hélix, entre les Templiers de Montsaunes et l’abbé de Bonnefont.
Les Daulon participent à l’élan religieux et de foi du début du second millénaire par des donations à de nombreuses abbayes, églises, monastères, œuvres et ordres religieux (attesté par les cartulaires). À l’abbaye de Lezat (1026, Ariège), de Pontlevoy (1025, Loir et Cher fondé par Vitalis d’Ollon), de Marquefave et de Carbone (1146, Haute-Garonne), de Bonnefont (1146, 1177 et 1194, 1196, 1216, 1220, 1229, 1230), notamment des terres de Picheloup (1194) à Arnaud-Guilhem (codonation avec la famille de Latour/Latoue), et à Artigueheintes[Où ?] en 1217 (Vierge miraculeuse), à la collégiale de Saint-Gaudens, à l’église templière de Port-Sainte-Marie, aux Hospitaliers de Jérusalem (1120, cosignataires avec Saint Bertrand, 1122).
En 1120, Bernard d’Aulon signe avec Saint Bertrand, évêque de Comminges, une donation aux hospitaliers de Saint-Jean de Jérusalem intéressant la collégiale de Caseneuve, Bouzin, la serre de Cazaux en St Gaudens, Aulon, Aurignac .
Des d’Aulon participent à la reconquête (croisade) des Lieux Saints que décide la persécution des pèlerins, et chrétiens restés sur les lieux après la colonisation musulmane (Hégire 622-732 Poitiers) du bassin méditerranéen romain chrétien depuis 392.
La famille d'Aulon compte notamment :
- Des chevaliers, et parmi les premiers Templiers : 1160 Guillaume d’Ollon, 1206 Falco d’Ollon, 1209 Guillaume d’Ollon, 1270 Arnaud d’Aulon d’Aure commandeur du Temple d’Argenteins, bailli de l’Agenais vers 1280 ; Béranger commandeur d’Auzits (1417 ?), 1307 Arnaud-Guilhem d’Aulon, templier du diocèse de Tarbes, qui prend la défense du Temple au procès fait par Philippe le Bel en 1310.

- Des prieurs, abbés, moines (notamment à Bonnefont) évêques (Dolon, 1004, évêque diplomate de Robert II Le Pieux), prêtres, notaires, procureurs, écuyers du Roi, chirurgiens, médecins, hommes d’armes, sergents.

Cette famille agit en faveur de l’Ordre du Temple lors de l’affaire du Val d’Aran. Le fils d’Arnaud-Guilhem précité, Raymond-Armanton, vicomte d’Aulon (Source « Luchon » par Lucien Pac, cf. web), armé chevalier à Viella (Val d’Aran Espagne) restitue vers 1312 le Val d’Aran à la Couronne d’Aragon (seule restée favorable au Templiers), certainement pour protéger la retraite des Templiers alors que Philippe Le Bel l’avait chargé de négocier cette restitution en sa faveur via le comte de Comminges qui était encore enfant. De là probablement l’abandon du Château d’Aulon en 1312 ou 1310, en suite aussi de ladite défense des Templiers par Arnaud-Guilhem d’Aulon, en conséquence d’une persécution royale.
Des d’Aulon participent à la décolonisation contre les Anglais sous Bertrand du Guesclin (dont Pierre d’Aulon est l’écuyer en 1378), qui s'achève avec Jeanne d’Arc et les Armagnacs en soutien au roi national Charles VII (1429-1430), laquelle évite à la France championne du catholicisme depuis Clovis, et en restant indépendante cette conversion ultérieure des Anglo-saxons au protestantisme cent ans plus tard[réf. nécessaire].
Des liens ont existé à travers les siècles entre les familles d’Aulon et d’Arc (de Lys), avant et après Jeanne d’Arc :
- En 1274, les d’Arc et les d’Aulon sont à Majorque au service de Charles d’Anjou frère de Saint Louis.

- En 1316, Beranger d’Arc, établi en Fezansaguet, est voisin d’Aulon.

- Le 21 mai 1364, un d’Arc et un d’Aulon assistent au même mariage.

- En 1634, Louise d’Aulon épouse de Nicolas de Lys et mère en 1637 de Pierre de Lys.

- En 1654 et 1657, des membres de la famille de Lys sont marraine et parrain de membres de la famille Daulon.

Raymond Bernard d’Aulon en 1342 est écuyer de Philippe VI.
En 1392, un Jehan d’Aulon est secrétaire du duc de Berry, frère de Charles V.

### Avant Jeanne d'Arc (1390-1428)
Jean Daulon, fils d'Arnaud-Anson d’Aulon, gentilhomme languedocien, naît en 1390 (puîné) dans le comté de Fezensac (Vic-Fezensac), englobant comté d’Armagnac et de Comminges (Gers, Gascogne), non loin du village Aulon.
En 1415, Jean d’Aulon épouse en premières noces Michelette des Ursins l’une des filles du prévôt de Paris Jean Juvénal des Ursins et de Michèle de Vitry (tombeau à Notre-Dame de Paris), nièce de Jean Jouvenet des Ursins, archevêque et duc de Reims (qui sacre Louis XI) et de Guillaume des Ursins Chancelier de France. De cette union naissent Mathieu (chevalier), Philippe (maître d’hôtel de Louis XI) et Jean (archiprêtre).
Entré très jeune au service du fils du Roi Charles VI, il est son écuyer d'écurie. Le 27 octobre 1415, à Paris, Yvonnet de Sarcy, chef d’une compagnie de dix écuyers, a pour lieutenant « Jehan d’Olon », et sous ses ordres « Bernard de Mons, Odot de Balesta, le Fillol de Cassaigne, La Hire, Saint Chely ».
Le 1er janvier 1416, Jean d’Aulon est nommé dans le grade et la charge de capitaine des gardes royaux (écuyers) de Charles VI jusqu’en 1423, et en 1425 membre du Conseil royal de Charles VII dans lequel il prend dès l’arrivée de Jeanne à Poitiers le parti de la « petite Bergère ».
Nommé prévôt royal (viguier) de Toulouse (1427) en récompense de ses services dans la guerre contre les Anglais, le Roi le rappelle la même année où il participe au siège de Montargis sous le commandement de Jean d'Orléans, comte de Dunois et général de 22 ans, en y perdant quatre chevaux.
En 1428, il complète les défenses du château de Loches.
Veuf de sa première union, Jean d’Aulon épouse en deuxièmes noces Hélène de Mauléon le 23 septembre 1428, union de laquelle naît Cécile d’Aulon et qui lui apporte le domaine et château de Caudeval (contrat chez Maître Gouin, notaire à Mirepoix). Il est alors seigneur d’Aulon, de Peyrefitte, Belesta, Mezerville et de Caudeval.

### Avec Jeanne d’Arc (1429-1430)
Le 6 mars 1429, il est détaché de son poste à Chinon par le roi Charles VII qui le fait écuyer et maître d’hôtel de Jeanne d’Arc, et dès lors ne la quittant plus (sauf quelques jours en mai 1429), dormant dans la même pièce, la suivant dans toute sa carrière militaire, d’où l’importance de sa déposition en sa qualité de « témoin capital et le plus sûr » de la sainte et de l’épopée. Avec eux : Balesta, Ramefort, La Hire (Étienne de Vignolles), Casagnabere, le Mont, Saint Hélix dont les terres sont voisines du village Aulon, Xaintrailles, Florent d’Illiers et Gilles de Rais.
Jean d’Aulon était lors de cette nomination l’homme lige de la belle-mère de Charles VII, Yolande d'Aragon, duchesse d'Anjou, et le neveu du comte Bernard VII de Rodez, chef du parti Armagnac et connétable de France qui soutient Charles VII contre le parti anglo-bourguignon.
L’épopée de cette période avec Jeanne d’Arc est relatée dans la déposition (20 mai 1456) que fit Jean d’Aulon au procès en nullité de la condamnation de Jeanne d’Arc (1455-1456).
Il est à Reims où Jeanne d’Arc fait sacrer Charles VII le 17 juillet 1429 conformément à sa promesse. Jean d’Aulon est capturé avec Jeanne d’Arc et avec le frère de celle-ci dans le dernier carré (24 mai 1430) à Compiègne et emprisonné en les murs de la forteresse de Clairoix.

### Après Jeanne d'Arc (1430-1458)
Emprisonné à la Tour de Londres en 1430, il est libéré contre rançon en 1432. De 1432 à 1437, il mène diverses missions pour le Roi, en Languedoc, relative à l'aide consentie par les trois États de cette province, puis dans la réorganisation de l'armée par Charles VII. II reste quelque temps au service du seigneur de Bueil et du comte de Rodez.
Maître des ports en la sénéchaussée de Carcassonne (1437-1445), le 12 novembre 1437, il entre dans Paris avec le Roi dont il mène le cheval par la bride. Le 20 juillet 1449, il est armé Chevalier à la bataille d'Harcourt.
Capitaine et gouverneur de la forteresse de Peyrepertuse et Maître d'hôtel et chambellan de Charles VII (1450), il est l'année suivante à l’armée de Guyenne contre les Anglais ou le général Talbot, qui menait déjà les Anglais vingt ans auparavant, est fait prisonnier.
Diplomate, il est en ambassades auprès des Cours de Savoie, d’Aragon de Castille et de Navarre (1452-1454) puis est nommé Gouverneur de la forteresse de Pierre Scize à Lyon (1454). Sénéchal de Beaucaire et de Nîmes (1455), il commande la frontière des Pyrénées jusqu'à Lyon.
Le 20 mai 1456, il écrit une déposition déterminante au procès en réhabilitation (7 novembre 1455-1456) de Jeanne d’Arc, la plus longue et la seule écrite en français. Dans les minutes du procès, il est qualifié de maître des requêtes et sénéchal de Beaucaire. Il passe les dernières années de sa vie auprès de Charles, duc de Berry.
Le 1er janvier 1457, en présence du Roi sur le pont du Rhône à Lyon, il arrête Otto Castellani trésorier de Toulouse et Guillaume Goufier chambellan du Roi, deux personnages corrompus qui ne se cachaient pas d’exercer une influence dangereuse sur le Roi par le biais d’amulettes maléfiques créées par maître Mignon, un mage toulousain.
Il meurt en août ou septembre 1458.

## Citations
« L’intendant Jean d’Aulon (Chevalier, conseiller du roi et sénéchal de Beaucaire) a été, pour Jeanne, le compagnon de tous les instants, depuis Poitiers jusqu’à Compiègne et encore après, puisqu’il a partagé son sort de prisonnière, ainsi que Jean d’Arc, le frère de la Pucelle. Dunois nous raconte comment Charles VII l’avait choisi pour veiller personnellement sur Jeanne, parce qu’il était le chevalier le plus sage et de l’honnêteté la plus éprouvée de tout son entourage… »

— Vie et mort de Jeanne d’Arc, Régine Pernoud, éditions Marabout, 1953, p.154-167.

« Jehanne… sa maison militaire en lui choisissant le meilleur écuyer, Jehan d’Aulon dévoué de toute sa personne à la couronne… Issu d’une très ancienne chevalerie du Languedoc remontant au VIIe siècle… le plus sage, le plus honnête, le plus éprouvé… expérience précieuse dans l’éducation militaire de Jehanne. »

— Yolande d’Anjou, de Jeanne d'Orliac.

« De tout ce que nous savons de lui découle une impression vive de sympathie : il apparaît comme un type du gentilhomme de jadis, brave entre les braves, loyal a son Prince, inviolablement fidèle à la cause française, modèle de droiture, type du chevalier sans peur et sans reproche, ayant toutes les vertus de noblesse, l’esprit de devoir et de sacrifice, la pureté de mœurs, l’honneur et la foi chevillée dans l’âme ; digne en un mot, entre les plus dignes, de la splendide et délicate mission qui doit immortaliser son nom. Belle et grande figure, bien purement française que le patriotisme a de devoir d’exhumer de l’ingrat oubli pour la restaurer dans sa prestigieuse unité.
Les Français les meilleurs, les plus fidèles au Roi national, ses chevaliers même les plus impavides, tous étaient pénétrés de cette douloureuse pensée que sans un miracle la France était perdue…
Car l’heure est proche - l’heure du Dieu de Clotilde et de saint Louis- ou, dans les ténèbres de la désespérance patriotique, dans le naufrage de la monarchie nationale va luire l’étoile du salut ! Encore dix-neuf jours et la vierge de Domremy arrivera dans Chinon pour dire au « gentil Dauphin » : « Dieu prend en pitié la France et m’envoie pour la sauver ! »
« Vous connaissez maintenant l’homme que Charles VII choisit entre tous dans son armée, dans son entourage immédiat, dans son conseil même, pour le placer au plus haut poste d’honneur et lui confier la glorieuse mission d’accompagner Jeanne d’Arc, de veiller sur ses jours précieux à la patrie, et de gouverner son « hostel ». »

— Vicomte Oscar de Poli, Président du Conseil Héraldique de France, 1901.

« On peut ainsi dire que narrer la vie de Jean d’Aulon du mois d’avril 1429 au 24 mai 1430 serait écrire celle de la Libératrice. Partout et toujours, il est auprès d’elle, partageant ses périls, participant à ses gloires. »

— Vicomte Oscar de Poli, président du Conseil héraldique de France, 1901.

« Sans doute Jeanne agit dans son étincelante lumière, mais dans les clairs-obscurs il y a des hommes qui la secondent, la soutiennent, lui donnent confiance comme elle leur donne confiance. Ces puissants appuis secrets ont permis l’épopée, parmi eux : d’Aulon. »

— Préface du baron Meurgey de Tupigny, conservateur en chef aux Archives nationales, président du Conseil héraldique de France, dans « Jehan d’Aulon, écuyer de Jeanne-d’Arc » par Bernard-Jean Daulon, éditions Édouard Privat, collections « Visions méridionales », Toulouse, 1958.

« Le témoin capital et le plus sûr de la gloire et de la sainteté de Jeanne d’Arc … mais si étendue que soit la déposition de Jean d’Aulon, elle ne renferme évidemment qu’une parcelle de ses souvenirs et de ce qu’il savait de Jeanne, puisqu’il n’avait à répondre que sur des points déterminés : - la vie toute chrétienne de la Pucelle, sa foi vive, ses pratiques de piété fervente, sa conduite privée, ses conversations, ses mérites, ses vertus. »

— Vicomte Oscar de Poli, président du Conseil héraldique de France, 1901.

« L’ayant suivie pas à pas dans son triomphe il ne l’abandonna pas dans l’adversité. Il eut l’honneur de la glorieuse aventure et du sacrifice. Comme elle il fut victorieux à Orléans et comme elle, prisonnier à Compiègne. Mais il lui survécut pour l’assister encore, une dernière fois, lors du procès en réhabilitation. »

— Préface du baron Meurgey de Tupigny, Conservateur en chef aux Archives nationales, président du Conseil héraldique de France, dans Jehan d’Aulon, écuyer de Jeanne d’Arc par Bernard-Jean Daulon, éditions Edouard Privat, collections « Visions méridionales », Toulouse, 1958.

« C’est grâce à sa place de témoin et compagnon le plus proche que sont connus nombre de traits historiques, comme certaines visions de Jeanne d’Arc ou le caractère miraculeux de la prise inespérée d’Orléans (les Tournelles) : …et c’est alors que Jean d’Aulon entend tomber des lèvres de la vierge sublime cette parole que l’histoire a recueillie avec vénération : « Jamais je n’ai vu sang de Français que les cheveux ne me levassent en sur ! » »

— Vicomte Oscar de Poli, Président du Conseil Héraldique de France, 1901. Cette exclamation orne la statue de notre héroïne, place Saint Augustin à Paris.

« La relation interne du couple est d’ailleurs parfois des plus étonnantes. Ainsi, toujours selon le témoignage de l’écuyer, lors du siège de St Pierre le Moustier : les Français battent en retraite ; Jean d’Aulon est à terre, blessé au talon ; il aperçoit Jeanne « demouree tres petitement accompaignee de ses gens » ; et il se fait aussitôt hisser sur un cheval, va à elle et lui demande « ce qu’elle faisait ainsi seule et pourquoi elle ne se retirait pas comme les autres ». Elle ôte sa salade et lui répond qu’elle n’est pas du tout seule, car elle a avec elle « cinquante mille hommes », quand lui-même n’aperçoit que quatre ou cinq soldats. »

— Dans Association des Amis du Centre Jeanne d’Arc, Bull. numéro 12, 1988, par Philippe Delatour, historien, Jean d’Aulon, Geraud de Saman, ou le combat gascon d’un demi-siècle triomphant.

« C’est Jean d’Aulon, qui par un trait d’audace, en se jetant dans le fossé avec le vaillant Basque qui porte l’étendard de la Pucelle, entraîne l’armée et détermine la prise de la bastille des Tournelles… La délivrance humainement inespérable d’Orléans était le prodrome infaillible de la délivrance du Royaume… »

— Vicomte de Poli ci-après référencé.

« Ecuyer de Jeanne d’Arc. Le titre a de quoi faire rêver. Jean d’Aulon a eu ce privilège immense d’avoir été choisi par le roi Charles VII au milieu de beaucoup de braves et d’excellents gentilshommes pour être le compagnon de Jeanne. Il a pu tous les jours l’approcher, lui parler, la défendre. Il a été blessé à ses côtés. Quelle magnifique destinée, et ainsi que l’écrit M. Daulon, quels précieux mémoires il aurait pu nous transmettre. »

— Préface du baron Meurgey de Tupigny, Président du Conseil héraldique de France, Conservateur en chef aux Archives nationales, dans « Jehan d’Aulon, Ecuyer de Jeanne-d’Arc » par Bernard-Jean Daulon, éditions Edouard Privat, Collections « Visions méridionales », Toulouse, 1958.

« Quelle noble et sympathique figure, ce gentilhomme d’élite, qui tant que Jeanne guerroya, vécut à ses côtés, à son ombre, veillant sur toutes les forces de son loyalisme sur le miraculeux palladium de la Patrie ! »

— Vicomte Oscar de Poli, Président du Conseil Héraldique de France, 1901.

« On s’est demandé qui servait de secrétaire à Jeanne d’Arc, pour ses lettres au Roi d’Angleterre, au duc de Bedford, aux « bonnes villes » : peut-être son écuyer et maître d’hôtel cumula-t-il auprès d’elle la fonction de secrétaire. »

— Vicomte Oscar de Poli, Président du Conseil Héraldique de France, 1901.

« Rappelons ici la déposition du duc d’Alencon au moment du procès de réhabilitation de Jeanne : « Tous s’étonnaient de lui voir déployer dans la guerre l’habileté et la prévoyance d’un capitaine exerce par une pratique de vingt ou trente ans. Mais, on l’admirait surtout dans l’emploi de l’artillerie ou elle avait une habileté consommée ». Il est permis de penser qu’elle a, au début et très rapidement, appris sur ce plan au contact de son « garde », avant très vite de prendre elle-même le commandement. »

— Dans Association des Amis du Centre Jeanne d’Arc, Bull. numéro 12, 1988, par Philippe Delatour, historien, Jean d’Aulon, Geraud de Saman, ou le combat gascon d’un demi-siècle triomphant.

« En résumé, Charles VII avait comblé d’honneurs et de bienfaits ce loyal serviteur, comme il fit d’ailleurs envers tous ceux qui avait combattu le bon combat et contribue au salut de la patrie. Et dire que ce prince est couramment taxé d’indifférence et d’ingratitude par des historiens qui se croient ou veulent qu’on les croie sérieux ! Les habitants de Vic-Fezensac s’honoreraient en perpétuant par un monument la pure et glorieuse mémoire de leur magnanime compatriote, à laquelle leur patriotisme ne manquerait point d’associer celle de la Sainte de la Patrie. »

— Vicomte Oscar de Poli, Président du Conseil Héraldique de France, 1901.

## Représentations

### Portrait
Un tableau de Jeanne d’Arc et Jean d’Aulon, par Ary Scheffer (1795-1858) les montre réunis en la paroisse Saint-Denys de la Chapelle 52, place de Torcy, 75 018 Paris.

### Château à Aulon
Du château d’époque mérovingienne à Aulon, 700 habitants, subsiste le donjon, sur lequel a été apposée en 1958 une plaque commémorative. Le baron Meurgey de Tupigny, conservateur en chef aux Archives nationales, a préfacé un livre édité à cette occasion.

### Blason familial
- Azur : origine royale.

- Écartelé : n’en est pas la branche aînée.

- Deux croix blanches : participation à plusieurs croisades.

- Deux lions : rappel de victoires sur les infidèles.

### Blason et sceau de Jean Daulon
- Sceau de 1416 (modifie en 1438)

- Écu penche portant un arbuste à trois tiges.

- Timbre d’un heaume à lambrequins

- Cime d’une main dextre appaumée (signe de loyauté) dans le champ

- Deux rameaux